# Renate Chasman
Renate Wiener Chasman, geborene Wiener, (* 10. Januar 1932 in Berlin; † 17. Oktober 1977) war eine deutsch-US-amerikanische Physikerin, die sich mit der Physik von Teilchenbeschleunigern beschäftigte.
Chasman war die Tochter von Hans Wiener, einem Anwalt und Gründungsmitglied der Sozialdemokraten. Die Familie, die jüdisch war, floh 1938 nach Schweden, wo Chasman nahe Stockholm die Schule besuchte. Nach dem Abitur 1950 ging sie nach Israel, um Physik an der Hebräischen Universität in Jerusalem zu studieren. 1955 machte sie dort ihren Masterabschluss und 1959 wurde sie in Experimentalphysik promoviert mit Arbeiten über Paritätsverletzung im Betazerfall (dort sind Wiener-Koeffizienten nach ihr benannt). Aufgrund dieser Arbeiten wurde sie von Chien-Shiung Wu (die die Paritätsverletzung beim Betazerfall experimentell entdeckte) an die Columbia University eingeladen, wo Chasman von 1959 bis 1962 im Labor von Wu forschte. Danach war sie an der Yale University und ab 1963 am Brookhaven National Laboratory, wo sie den Rest ihrer Karriere blieb. Am Brookhaven Laboratory leistete sie wichtige Beiträge zur Entwicklung mehrerer Generationen von Teilchenbeschleunigern. In den 1960er Jahren baute sie den Injektor für das Alternating Gradient Protonen-Synchrotron (AGS) um und man erreichte somit mit dem Beschleuniger höhere Energien. Unter anderem ist sie mit Kenneth Green für die Chasman-Green Anordnung (Chasman Green Lattice oder Double bend achromatic lattice, DBA lattice) von Magneten zur Fokussierung und Ablenkung von Elektronenstrahlen in Synchrotron-Strahlungsquellen bekannt (1975). Sie wurde bei der National Synchrotron Light Source am Brookhaven Labor und danach an den meisten Synchrotronstrahlungsquellen mit Elektronenbeschleunigern benutzt.
Sie war auch Beraterin und Gastwissenschaftlerin am CERN und am Fermilab. Sie starb an den Folgen einer Hautkrebs-Erkrankung (Melanom).
Seit 1962 war sie mit Chellis Chasman verheiratet.